# Rhode stalitoides
Rhode stalitoides là một loài nhện trong họ Dysderidae.
Loài này thuộc chi Rhode. Rhode stalitoides được Christa Deeleman-Reinhold miêu tả năm 1978.